# Mark Vinicij
Mark Vinicij (latinsko Marcus Vinicius, tudi samo Vinucius), rimski senator in general
Vinicij je imel številne položaje v službi prvega rimskega cesarja, Avgusta. Vinicij je bil nadomestni konzul v zadnjem delu leta 19 pr. n. št. s Kvintom Lukrecijem Vespilom kot kolegom.

## Kariera
Vinicij, rojen kot sin rimskega viteza v Calesu v Regio I (Latium et Campania) v Italiji, se je odlikoval kot legatus Augusti pro praetore ali guverner cesarske province v Belgijski Galiji leta 25 pr. n. št., ko je vodil uspešen pohod v Germanijo.
Vinicij je morda v nekem trenutku služil tudi kot guverner senatorske province Ahaje; napis iz antičnega Korinta, datiran v 18–12 pr. n. št. in posvečen prijatelju generalu in cesarjevi desni roki, Agripi razkriva, da je bila upravna enota mesta poimenovana tribus Vinicia, očitno v Vinicijevo čast. V priznanje za njegove zasluge je bil Vinicij arhetipski homo novus, leta 19 pr. n. št. imenovan za nadomestnega konzula, ki je nadomestil Gaja Sentija Saturnina.
Po konzulstvu je bil Vinicij še naprej pooblaščen za pomembna vojaška poveljstva. Služil je kot guverner Ilirika na začetku vrste uporov, ki so jih rimski viri imenovali bellum Pannonicum (velika ilirska vstaja, 14–10 pr. n. št.), do konca leta 13 pr. n. št., ko je Avgust vrhovno poveljstvo dodelil Marku Vipsaniju Agripi. Napis, najden v Tuskulumu, se glasi »... propraetor cesarja Avgusta v Iliriku; bil je prvi, [ki je napredoval] onkraj reke Donave; [premagal] je vojsko Dačanov in Bastarnov v bitki; podjarmil Cotine (Ose), ... in Anarte [pod oblast cesarja Cezarja] [in rimskega ljudstva].«
Med 1. in 4. letom n. št. je Vinicij poveljal petim legijam, nameščenim v Germaniji. Njegova vojska se je borila tako uspešno, da je bil odlikovan z ornamenta triumphalia.
Zdi se, da je Vinicij skozi vse življenje užival tesno prijateljstvo z cesarjem: zgodovinar Svetonij citira Avgustovo pismo, v katerem govori o igranju kock z Vinicijem in njegovim tovarišem homo novusom Publijem Silijom Nervo.

## Družina
Vinicijev sin Publij je bil konzul leta 2 n. št. Njegov vnuk in soimenjak Mark Vinicij je bil konzul leta 30 in mož Julije Liville, sestre cesarja Kaligule.

## Zapuščina
Rimsko pleme Vinicija je bilo verjetno poimenovano v njegovo čast.